# Scorpaenodes immaculatus
Scorpaenodes immaculatus är en fiskart som beskrevs av Poss och Collette, 1990. Scorpaenodes immaculatus ingår i släktet Scorpaenodes och familjen Scorpaenidae. Inga underarter finns listade i Catalogue of Life.